# Девятый вал
Девя́тый вал — распространённый в искусстве, публицистике и разговорной речи художественный образ, символ роковой опасности, наивысшего подъёма грозной, непреодолимой силы. Символ девятого вала исходит из старинного народного поверья, что во время морской бури девятая волна является самой сильной и опасной, зачастую роковой. Выражение «девятый вал» часто употребляется также в переносном, метафорическом смысле.

## Появление образа девятого вала
Основанием для возникновения данного поверья являлось сделанное ещё в древности наблюдение, что во время волнения на море высота волн заметно колеблется. Данное природное явление объясняется тем, что во время морского ветрового волнения возникают волны, различные по высоте, длине, периоду, скорости распространения и другим параметрам. При этом более короткие волны медленнее, чем волны длинные. Вследствие этого длинная волна «догоняет» короткую и они интерферируют (сливаются) в единый вал. В результате слияния нескольких волн и возникает вал, который значительно крупнее и мощнее других волн. Таким образом, среди сильного волнения наряду с волнами, характерными для силы данной бури, могут возникать краткие периоды сравнительного затишья, состоящих из существенно более маленьких волн, которые потом сменяются очень высокими одиночными волнами или даже группами высоких волн. Какой-либо определённой системы в возникновении нехарактерно больших волн нет — это может быть любая по счёту волна после предыдущего большого вала. Древние греки роковой волной считали третий, а римляне — десятый вал.
На практике волны, как правило, распространяются группами. В современной физике это явление носит название групповой солитон и описывается нелинейным уравнением Шрёдингера. Обычно, в групповом солитоне находится от 14 до 20 волн, причём средняя волна самая большая. С этим связан хорошо известный факт, что самая высокая волна в группе на воде находится между седьмой и десятой.

## В искусстве

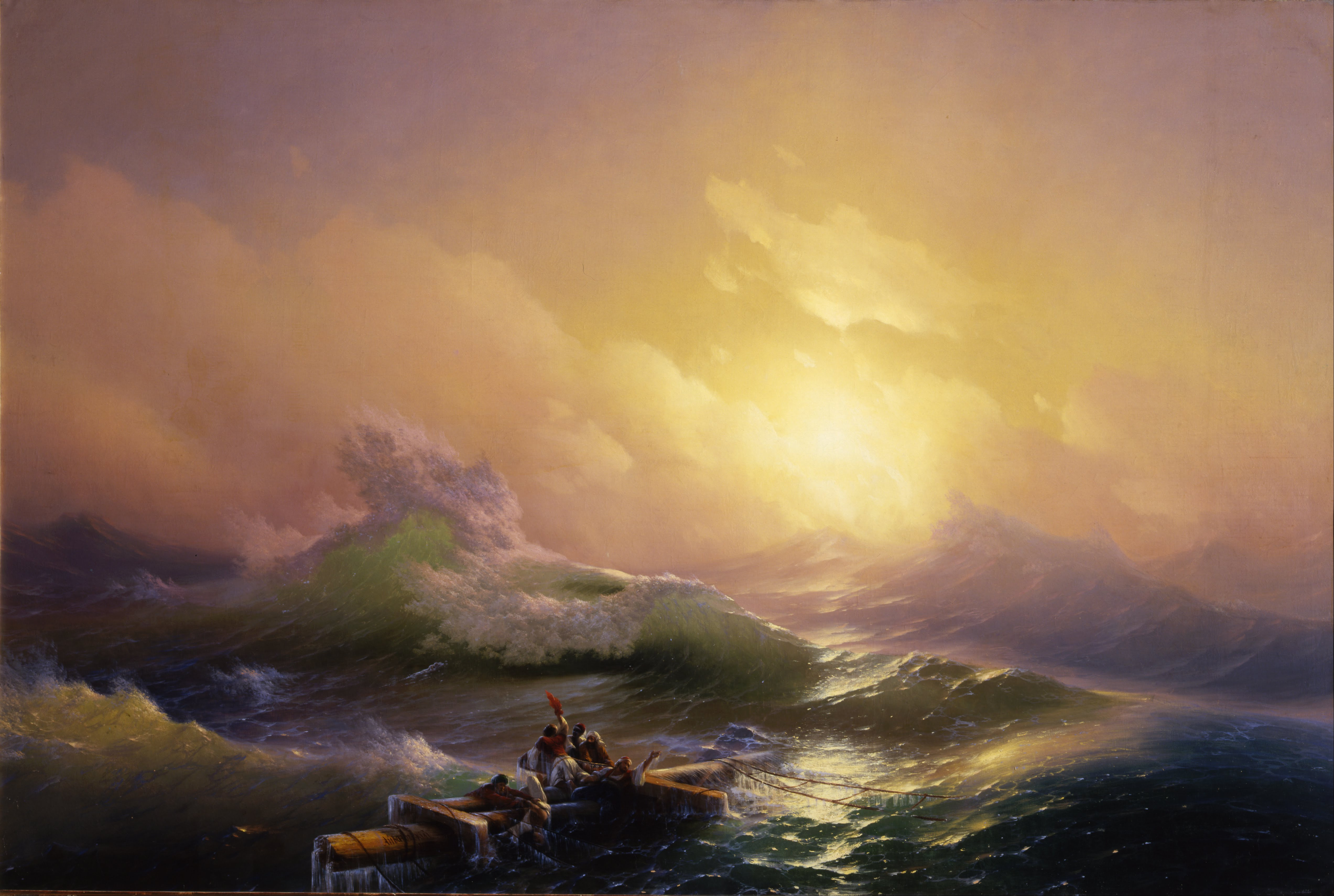
Картина Айвазовского «Девятый вал»

Образ девятого вала наиболее широкое распространение получил в русской поэзии XIX века. Например, А. С. Пушкин снабдил девятую главу поэмы «Евгений Онегин» предисловием, в котором были такие строки:

Пора: перо покоя просит;
Я девять песен написал;
На берег радостный выносит
Мою ладью девятый вал —
Хвала вам, девяти каменам, и проч.».
Образы девятого вала встречаются также в творчестве Гавриила Державина («На победы в Италии», 1799; «Мореходец», 1802), Александра Полежаева («Песнь погибающего пловца», 1832; «Красное яйцо», 1836), Константина Аксакова («Гроза», 1835), Козьмы Пруткова («Аквилон», 1854), А. И. Одоевского («К отцу») и других поэтов. В русской прозе XIX — начала XX века образ девятого вала также нашёл своё отражение. В частности, девятая глава (книга третья: «На невских берегах») романа «Некуда» Николая Лескова называется «Девятый вал». В 1874 году Григорий Данилевский написал роман под названием «Девятый вал», а в 1899 году появилась пьеса с таким же названием авторства Софьи Смирновой-Сазоновой.
Новый всплеск популярности образа девятого вала в русской литературе в первой четверти XX века обусловлен революционными событиями, происходившими в России. В условиях, когда старые, привычные устои рушились под мощным напором революции, символ грозного, неотвратимого, всесокрушающего девятого вала был весьма востребован. Причём данный образ использовался не только как литературный, но и как пропагандистский. Например, председатель Реввоенсовета Лев Троцкий 2 июня 1919 года в газете «В пути», издававшейся в его бронепоезде, опубликовал статью под названием «Девятый вал», в которой, в частности, писал:

То, что мы сейчас переживаем, — это девятый вал контрреволюции. Она теснит нас на Западном и Южном фронтах. Она угрожает опасностью Петрограду. Но в то же время мы твёрдо знаем: ныне контрреволюция собрала свои последние силы, двинула в бой последние резервы. Это её последний, девятый вал
Встречается образ девятого вала и в советской литературе, например в поэме Маргариты Алигер «Зоя», в стихотворениях Осипа Мандельштама («Полюбил я лес прекрасный», 1932) и Анны Ахматовой («По той дороге, где Донской…», 1956), в романе И. Эренбурга «Девятый вал» (1950) и ряде других произведений. Ильф и Петров в романе «Золотой телёнок» представили образ девятого вала в пародийном смысле (Часть 3. Частное лицо. Глава 28. Потный вал вдохновенья). Девятый вал упоминается при описании кораблекрушения в романе Виктора Гюго «Человек, который смеётся».
В изобразительном искусстве наиболее известным произведением, использующем образ девятого вала, является одноимённая картина художника-мариниста Ивана Айвазовского, написанная в 1850 году.
Образу девятого вала посвящён ряд музыкальных произведений. В 1917 году после победы Февральской революции была написана песня «Девятый вал»; посвящена она была «бабушке революции» Екатерине Брешко-Брешковской, музыку написал Фёдор Оцеп, слова, очевидно, принадлежат социал-демократу Николаю Валентинову:

Девятый вал, свершился час желанный,
Войска! Народ! Знамён победный зов,
В плену тиран, тиранами венча́нный
Со всею сворою холопов и льстецов.
Девятый вал, привет вам, дни свободы,
Привет вам, стойкие, упорные борцы,
По тюрьмам гнившие, скитавшиеся годы,
Вы, Божьей милостью свободы посланцы́.
Также песни с названием «Девятый вал» есть в репертуаре групп «Любэ», «Машина времени», Stigmata, Trubetskoy, у бардовского дуэта «Иваси» (А. Иващенко и Г. Васильев). Песню «Девятый вал» (музыка Я. Дубравина, слова Л. Лучкина) исполняли Эдуард Хиль и Виктор Вуячич. Также существует ещё несколько музыкальных произведений, упоминающих девятый вал, и музыкальных групп с таким названием.